# Karl-August Schaal
Karl Gottlob August Schaal (* 3. August 1935 in Freudenstadt; † 29. Dezember 2017 in Tübingen) war ein deutscher Politiker. Er gehörte von 1992 bis 1996 als Mitglied der Republikaner dem Landtag von Baden-Württemberg an. 

## Leben
Schaal war evangelisch, verheiratet und hatte drei Kinder. Von Beruf war er Industrie- und Handelskaufmann. Er war Absolvent der Akademie für Führungskräfte der Wirtschaft in Bad Harzburg. Von 1971 bis 1999 war er Ortschaftsrat in Tübingen-Pfrondorf und von 1992 bis 1996 Mitglied des Landtags in Ausübung eines Zweitmandats im Wahlkreis 62 Tübingen. Er war Fraktionsschatzmeister. Von 1994 bis 2009 war er Kreisrat in Tübingen.
Im Dezember 2017 starb Karl-August Schaal im Alter von 82 Jahren in Tübingen.